# Station Dobroszyce
Station Dobroszyce is een spoorwegstation in de Poolse plaats Dobroszyce.